# Liste des souverains des îles Ryūkyū
La liste des souverains des îles Ryūkyū s'étend du roi Shunten au XIIe siècle jusqu'au dernier roi au XIXe siècle.

## Dynastie Tenson
Selon le « Miroir de Chūzan » (中山世鑑, chūzan seikan), le fondateur de la dynastie Tenson est le fils d'Amamikyo (アマミキヨ, le dieu du ciel et de la terre dans la légende des Ryūkyū)). Bien que le « Miroir de Chūzan » rapporte que la dynastie Tenson a 25 rois précédents, les noms de ces rois sont toujours inconnus. Le 26e membre de la famille Tenson à être roi est Shunten.

## Dynastie Shunten
En 1186, le trône du 25e roi est usurpé par Riyū (利勇). Shunten réprime bientôt la rébellion et accède au pouvoir, devenant roi des îles Ryūkyū. Il fonde la dynastie Shunten ou lignée Shunten.
| Nom         | Hanzi/Kanji       | Mikoto             | Règne     | Âge au décès |
| Shunten     | 舜天              | Mikotoatsushi 尊敦 | 1187–1237 | 71           |
| Shunbajunki | 舜馬順熙/舜馬順熈 | Kiekimi 其益美     | 1238–1248 | 63           |
| Gihon       | 義本              | Aucun              | 1249–1259 | ?            |

## Dynastie Eiso
En 1259, Gihon, dernier roi de la dynastie Shunten, abdique. Son premier ministre Eisō lui succède.
| Nom        | Hanzi | Mikoto                 | Règne     | Âge au décès |
| Eisō       | 英祖  | Ezo no tedako 英祖日子 | 1260–1299 | 70           |
| Taisei     | 大成  | Inconnu                | 1300–1308 | 9 or 61      |
| Eiji       | 英慈  | Inconnu                | 1309–1313 | 45           |
| Tamagusuku | 玉城  | inconnu                | 1314–1336 | 40           |
| Seii       | 西威  | Inconnu                | 1337–1354 | 21           |

## Période Sanzan
La période Sanzan est une période de l'histoire du royaume de Ryūkyū qui s'étend de 1322 jusqu'en 1429. Durant ces années, l'île d'Okinawa est politiquement divisée en trois royaumes.
- Lignée Satto

(Royaume de Chūzan, 1355–1406)
Le royaume de Chūzan paie un tribut à la cour des Ming en 1372 et 1404.
| Nom   | Hanzi | Mikoto                  | Règne     | Âge au décès |
| Satto | 察度  | Ufu mamono 大真物       | 1355–1397 | 74           |
| Bunei | 武寧  | Naga no mamono 中之真物 | 1398–1406 | 50           |

- Lignée ōsato

(Royaume de Nanzan, 1337–1429)
Le royaume de Nanzan paie un tribut à la cour des Ming en 1383 et 1388.
| Nom     | Hanzi/Kanji   | Mikoto | Règne     | Âge au décès |
| Ofusato | 承察度        | Aucun  | 1337–1396 | ?            |
| Oueishi | 汪英紫        | Aucun  | 1388–1402 | ?            |
| Ououso  | 汪應祖/汪応祖 | Aucun  | 1403–1413 | ?            |
| Tafuchi | 達勃期        | Aucun  | 1413–1414 | ?            |
| Taromai | 他魯每        | Aucun  | 1415–1429 | ?            |

- Lignée Haniji

(Royaume Hokuzan, 1322–1416)
Le royaume Hokuzan paie un tribut à la cour des Ming en 1383.
| Nom      | Hanzi  | Mikoto | Règne     | Âge au décès |
| Haniji   | 怕尼芝 | Aucun  | 1322–1395 | ?            |
| Min      | 珉     | Aucun  | 1396–1400 | ?            |
| Hananchi | 攀安知 | Aucun  | 1401–1416 | ?            |

## Première dynastie Shō
(Royaume de Chūzan, 1407–1429;
Royaume de Ryūkyū, 1429–1469)
En 1406, Bunei est renversé et Shō Shishō devient souverain du royaume de Chūzan, placé sur le trône par son fils ainé Shō Hashi dans le cadre d'une entreprise de prise de pouvoir pour contrôler Chūzan tout en donnant à la Chine une apparence de respect confucéen approprié pour ses aînés. Hashi part alors à la conquête de l'île, vainc les autres aji (seigneurs tribaux) de Chuzan puis, en 1416, le royaume du nord, Hokusan. En 1421, après la mort de son père, Shō Hashi devient le souverain de Chūzan et prétend à la Chine avoir unifié l'île d'Okinawa et demande à être reconnu comme roi (bien qu'il n'a pas, en fait, encore conquis toute l'île ; Nanzan, royaume le plus méridional, reste indépendant jusqu'en 1429). Aussi, en 1422, l'empereur Ming Yongle reconnaît-il Hashi comme roi, lui donne le nom de Hashi Shō comme indicateur de sa dynastie et donne au pays un nouveau nom : royaume de Ryūkyū.
| Nom          | Hanzi/Kanji | Mikoto                                                      | Règne     | Âge au décès |
| Shō Shishō   | 尚思紹      | Kimishi mamono 君志真物                                     | 1407–1421 | 67           |
| Shō Hashi    | 尚巴志      | Sejitaka mamono 勢治高真物                                  | 1422–1439 | 67           |
| Shō Chū      | 尚忠        | Inconnu                                                     | 1440–1442 | 54           |
| Shō Shitatsu | 尚思達      | Kimiteda 君日                                               | 1443–1449 | 41           |
| Shō Kinpuku  | 尚金福      | Kimishi 君志                                                | 1450–1453 | 55           |
| Shō Taikyū   | 尚泰久      | Nanojiyomoi 那之志與茂伊 aussi appelé « ōyononushi » 大世主 | 1454–1460 | 45           |
| Shō Toku     | 尚德/尚徳   | Hachiman aji 八幡按司 aussi appelé « Sekōkimi » 世高王      | 1461–1469 | 29           |

## Seconde dynastie Shō
(Royaume de Ryūkyū, 1470–1872;
Han de Ryūkyū (琉球藩) du Japon, 1872–1879)
En 1469, Shō Toku, dernier roi de la première dynstie Shō, est tué lors d'un coup d'état sans fils pour lui succéder. Aussi les courtisans élisent-ils Shō En pour roi et établissent la seconde dynastie Shō.
Durant le règne du roi Shō Shin, le royaume de Ryūkyū est riche, puissant et opulent. Cette époque est appelée une « période d'or » dans l'histoire des Ryūkyū. Mais la force militaire de royaume diminue bientôt après sa mort. En 1609, le domaine de Satsuma s'empare du château de Shuri, le roi Shō Nei est fait prisonnier et emmené au domaine et plus tard à Edo (actuelle Tokyo ). Dès lors, Ryūkyū devient un royaume vassal de Satsuma, le roi doit rendre hommage à la fois à la Chine et à Satsuma.
Le royaume de Ryukyu devient un Han du Japon en 1872.
En 1879, le Japon remplace le domaine de Ryūkyū par la préfecture d'Okinawa, annexant de fait les îles. Le roi Shō Tai reçoit le titre de  marquis et est installé à Tokyo. 
| Nom        | Hanzi/Kanji | Mikoto                                                                                  | Règne     | Âge au décès |
| Shō En     | 尚圓/尚円   | Kanamaru aji suetsugi no ōnishi 金丸按司添末續之王仁子 or "Kanamaru ajisohi" 金丸按司添 | 1470–1476 | 61           |
| Shō Sen'i  | 尚宣威      | Iri no yononushi 西之世主                                                               | 1477      | 48           |
| Shō Shin   | 尚真        | Okiyakamowe 於義也嘉茂慧                                                                | 1477–1526 | 61           |
| Shō Sei    | 尚清        | Tenzoku no ajisohi 天續之按司添                                                         | 1527–1555 | 59           |
| Shō Gen    | 尚元        | Tedaji ajisohi 日始按司添                                                               | 1556–1572 | 44           |
| Shō Ei     | 尚永        | Ezoniyasohi ajisohi 英祖仁耶添按司添 aussi appelé "Tedayutamisaokimi" 日豐操王          | 1573–1586 | 30           |
| Shō Nei    | 尚寧        | Megama ajisohi 日賀末按司添                                                             | 1587–1620 | 56           |
| Shō Hō     | 尚豐/尚豊   | Tenkiyama ajisohi 天喜也末按司添                                                        | 1621–1640 | 50           |
| Shō Ken    | 尚賢        |                                                                                         | 1641–1647 | 23           |
| Shō Shitsu | 尚質        |                                                                                         | 1648–1668 | 39           |
| Shō Tei    | 尚貞        |                                                                                         | 1669–1709 | 64           |
| Shō Eki    | 尚益        |                                                                                         | 1710–1712 | 34           |
| Shō Kei    | 尚敬        |                                                                                         | 1713–1751 | 52           |
| Shō Boku   | 尚穆        |                                                                                         | 1752–1795 | 55           |
| Shō On     | 尚溫/尚温   |                                                                                         | 1796–1802 | 18           |
| Shō Sei    | 尚成        |                                                                                         | 1803      | 3            |
| Shō Kō     | 尚灝        |                                                                                         | 1804–1828 | 47           |
| Shō Iku    | 尚育        |                                                                                         | 1829–1847 | 34           |
| Shō Tai    | 尚泰        |                                                                                         | 1848–1879 | 58           |

## Source de la traduction
- (en) Cet article est partiellement ou en totalité issu de l’article de Wikipédia en anglais intitulé « List of monarchs of Ryukyu Islands » (voir la liste des auteurs).